# Sint-Lambertuskerk (Poeke)

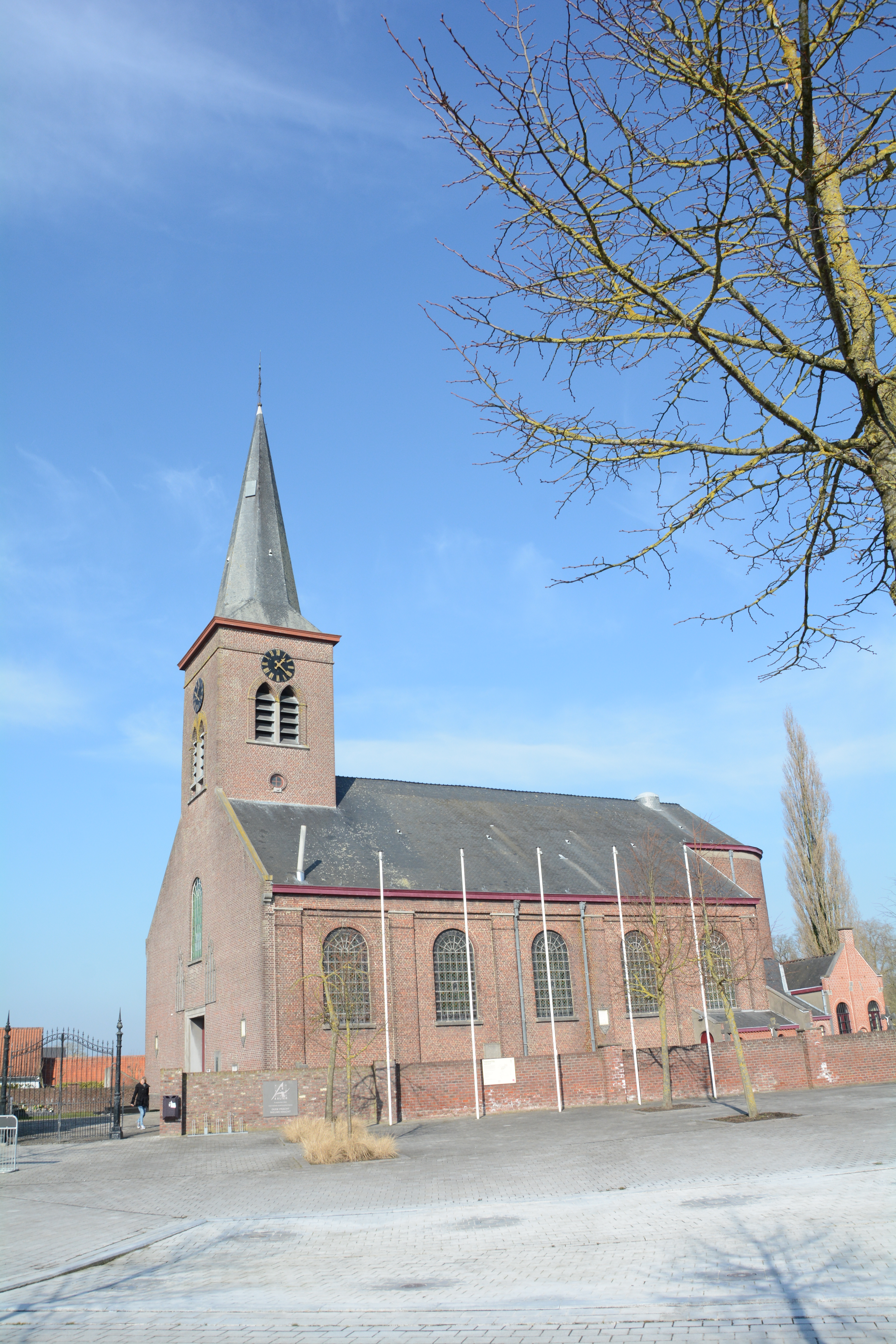
Sint-Lambertuskerk

De De Sint-Lambertuskerk is de parochiekerk van de tot de Oost-Vlaamse gemeente Aalter behorende plaats Poeke, gelegen aan de Poekedorpstraat.

## Geschiedenis
De parochie werd vermoedelijk in de 12e eeuw gesticht. Een eerste kerkje zal toen op het goed van de heren van Poeke zijn gebouwd. Later ontstond een driebeukige gotische hallenkerk, die nog een romaanse toren bezat. Dit kerkje werd in 1842 gesloopt en vervangen door een neoclassicistisch bouwwerk, naar ontwerp van Achiel de Lancker. In 1844 werd de nieuwe kerk ingezegend.

## Gebouw
Het betreft een driebeukige bakstenen hallenkerk in neoclassicistische stijl. De kerk heeft een ingebouwde westtoren en een koor met halfronde apsis. De kerk wordt omringd door een kerkhof.

## Interieur
De kerk bezit drie schilderijen van de hand van Petrus Beernaerts, namelijk de Prediking van Sint-Lambertus (1662), de Heilige Familie en de Bekering van Sint-Hubertus. Deze hangen boven het hoofdaltaar, respectievelijk het Onze-Lieve-Vrouwealtaar en het Sint-Jansaltaar.
Het hoofdaltaar is vervaardigd uit de grafstenen van Jan III van Poeke en zijn vrouw Anna van Oostende (†1563) en de grafsteen van Roeland I (†1373). Het tabernakel van het Sint-Jansaltaar is 18e-eeuws, evenals de biechtstoelen. Uit 1718 stamt het marmeren monument voor Marc-Antoon Ide Preud'homme d'Hailly, dat zich sinds 1842 in de doopkapel van de nieuwe kerk bevindt.
Het orgel is gebouwd in 1831 door Leo Lovaert, een bekende orgelbouwer uit Nevele